# ميشيل بيتي
ميشيل بيتي هو لاعب هوكي الجليد كندي، ولد في 12 فبراير 1964 في Saint-Malo, Quebec ‏ في كندا.

## وصلات خارجية
- ميشيل بيتي على موقع دوري الهوكي الوطني (الإنجليزية)
- ميشيل بيتي على موقع EliteProspects.com (الإنجليزية)
- ميشيل بيتي على موقع HockeyDB.com (الإنجليزية)
- ميشيل بيتي على موقع Hockey-Reference.com (الإنجليزية)